# Condado de Collier
Condado de Collier, condado ubicado en el sudoeste del estado de Florida, con una población de 251 377 habitantes (censo 2000). Su sede está en la ciudad de Naples. 
Limita al NO. con el condado de Lee, al N. con el condado de Hendry, al E. con el condado de Broward, al SE. con el condado de Miami-Dade, al S. con el condado de Monroe y al O. con el mar del golfo de México.

## Historia
El 8 de mayo de 1923 La Legislatura del Estado de Florida decidió segregar parte del condado de Lee y creó el condado número 62 del estado con el nombre de condado de Collier. Su nombre es el de Barón Gift Collier (nace el 23 de marzo de 1873 en Memphis, Tennessee y fallece el 13 de marzo de 1939 en Nueva York). 
El millonario Barón Collier invirtió más de 1 millón de dólares de su propia fortuna en el desarrollo del lugar especialmente en la construcción de la carretera que une el condado con las dos grandes ciudades del estado, Tampa y Miami. Esta ruta conocida como Tamiami fue abierta oficialmente al tráfico el 26 de abril de 1926.
El 7 de julio de 1923 se reunió por primera vez la Junta de Comisionados del Condado en la Ciudad de Everglades donde se estableció inicialmente la sede de su gobierno. Más tarde, el 30 de septiembre de 1932, la sede se estableció oficialmente, y hasta nuestros días, en la ciudad de Naples.
Por su posición geográfica, a orillas del golfo de México, el condado ha sufrido los embates de destructivos huracanes que sin duda han marcado su historia. Desde el huracán de octubre de 1910, cuando los huracanes todavía no tenían nombre, el destructivo huracán Donna en 1960, el huracán Mitch en 1998 o el más reciente huracán Wilma en 2005.

## Demografía
Según el censo de 2000, el condado cuenta con 251 377 habitantes, 102 973 hogares y 71 257 familias residentes. La densidad de población es de 48 hab/km² (124 hab/mi²). Hay 144 536 unidades habitacionales con una densidad promedio de 28 u.a./km² (71 u.a./mi²). La composición racial de la población del condado es 86,06% Blanca, 4,54% Afroamericana o Negra, 0,29% Nativa americana, 0,62% Asiática, 0,06% De las islas del Pacífico, 6,19% de Otros orígenes y 2,23% de dos o más razas. El 19,61% de la población es de origen Hispano o Latino cualquiera sea su raza de origen.
De los 102 973 hogares, en el 22,70% de ellos viven menores de edad, 58,10% están formados por parejas casadas que viven juntas, 7,20% son llevados por una mujer sin esposo presente y 30,80% no son familias. El 24,50% de todos los hogares están formados por una sola persona y 11,90% de ellos incluyen a una persona de más de 65 años. El promedio de habitantes por hogar es de 2,39 y el tamaño promedio de las familias es de 2,79 personas.
El 19,90% de la población del condado tiene menos de 18 años, el 6,60% tiene entre 18 y 24 años, el 24,60% tiene entre 25 y 44 años, el 24,50% tiene entre 45 y 64 años y el 24,50% tiene más de 65 años de edad. La mediana de la edad es de 44 años. Por cada 100 mujeres hay 100,30 hombres y por cada 100 mujeres de más de 18 años hay 99,20 hombres.
La renta media de un hogar del condado es de $48 289, y la renta media de una familia es de $54. 816. Los hombres ganan en promedio $32 639 contra $26 371 para las mujeres. La renta per cápita en el condado es de $31 195. 10,30% de la población y 6,60% de las familias tienen entradas por debajo del nivel de pobreza. De la población total bajo el nivel de pobreza, el 16,20% son menores de 18 y el 4,30% son mayores de 65 años.

## Ciudades y pueblos

### Municipalidades
- Everglades City
- Marco Island
- Naples

### No incorporadas
- Chokoloskee
- East Naples
- Golden Gate
- Goodland
- Immokalee
- Lely Resort
- Lely
- Naples Manor
- Naples Park
- Orangetree
- Pelican Bay
- Pine Ridge
- Plantation Island
- Vineyards

## Educación
El Distrito Escolar del Condado de Collier gestiona escuelas públicas.

### Administración local
- Junta de comisionados del condado (en inglés)
- Supervisión de elecciones del Condado de Collier (en inglés)
- Registro de propiedad del Condado de Collier (en inglés)
- Oficina del alguacil del Condado de Collier (en inglés)
- Oficina de impuestos del Condado de Collier (en inglés)

### Turismo
- Oficina de turismo de la región de Naples, Marco Island y Everglades (en inglés)

- Datos: Q488531
- Multimedia: Collier County, Florida / Q488531